# Andy Rethmeier
Andreas Rethmeier (geb. 30. März 1968 in Hallein, Salzburg) ist ein österreichischer Schlagzeuger.

## Leben
Rethmeier arbeitet seit 1983 in verschiedenen Rockbands und ist seit Anfang 1993 als Freelancer und Studiomusiker in verschiedenen Bands und Projekten tätig. In Österreich wurde er als Schlagzeuger der Hardrockband Speed Limit (von 1985 bis 1993) bekannt. Er arbeitet seitdem als Live und Studio Musiker in zahlreichen Projekten in Österreich, Deutschland und den USA.

## Bands/Projekte
- 1983      SPLAT First Rockband/Austria
- 1984–1992 SPEED LIMIT Heavy Rock/Austria
- 1992–2002 ROADHOUSE Hardrock, Rock/Austria
- 1992–1995 BOOGIE STUFF Blues-Rock/Germany
- 1993–1995 JIMI&THEZODIACS Blues-Rock/Austria
- 1994–1995 LOVE CHILD Hardrock/Austria
- 1995–2001 RATTLESNAKE/RUSSEL BURKE Countryrock/Australia
- 1996–1998 FUN REPORT Funk Music/Germany
- 1997–2000 BRAINTRAIN Psychodelic Trance/USA, Germany,Venezuela
- 1998 DELMAR BROWN (Sting, Miles Davis, Springsteen, …)World Pop/USA
- 2001–2010 DANIEL T.COATES (Substitut) Country Music/USA
- 2003 SHOCKHEADED PETER,Musical,Schauspielhaus,Salzburg
- 2006–2009 JACK WHEELER RocknRoll, Country/Germany
- 2006 GRAYHOUND DOCTORS (Substitut) Country-Rock/Germany
- 2007 CARLOS DE NICARAGUA Salsa Reggae/France/Nicaragua
- 2007–2009 NICK HELLFORT(Tokyo Blade, Domain)Metal/Germany
- 2010 WHISPERS IN THE SHADOW Gothicrock/Austria
- 2011 Bluebird Bluesrock/Austria
- 2012–DO.NO,Andy`s Singer-Songwriter Project
- 2012 DOREECE Country/Singer-Songwriter, A.
- 2012 DANIEL T.COATES Country Rock/USA
- 2013 ASANA - World Music-Meditation Project
- 2013 Slide-Hard Rock (Austria)
- 2016 LnL Jam Company(USA/Germany)
- 2018 Andy Rethmeier-Sin City (Austria)